# Eotrachodon
Eotrachodon è un genere estinto di dinosauro adrosauride, vissuto nel tardo Cretaceo, circa 80-85 milioni di anni fa, in quella che oggi è l'Alabama. Finora l'unica specie ascritta al genere è E. orientalis. L'olotipo di questo animale è stato ritrovato nella formazione marina di Mooreville Chalk, in Alabama. L'olotipo è costituito da varie ossa del corpo compreso il cranio eccezionalmente ben conservato, cosa alquanto rara nei dinosauri dell'antico continente dell'Appalachia.
Uno studio filogenetico di Prieto-Marquez, Erickson e Ebersole (2016)  ha indicato che Eotrachodon abbia notevoli affinità con le sottofamiglie Lambeosaurinae e Saurolophinae collocandosi però al di fuori di esse.
Il seguente cladogramma mostra la tassonomia di Eotrachodon, secondo tale studio.
|               | Eotrachodon orientalis                                           |
|               |                                                                  |
| Saurolophidae | \| \| Lambeosaurinae \| \| \| \| \| \| Saurolophinae \| \| \| \| |
|               | \| \| Lambeosaurinae \| \| \| \| \| \| Saurolophinae \| \| \| \| |
|               | Lambeosaurinae                                                   |
|               |                                                                  |
|               | Saurolophinae                                                    |
|               |                                                                  |

|  | Lambeosaurinae |
|  |                |
|  | Saurolophinae  |
|  |                |

|               | Eotrachodon orientalis                                           |
|               |                                                                  |
| Saurolophidae | \| \| Lambeosaurinae \| \| \| \| \| \| Saurolophinae \| \| \| \| |
|               | \| \| Lambeosaurinae \| \| \| \| \| \| Saurolophinae \| \| \| \| |
|               | Lambeosaurinae                                                   |
|               |                                                                  |
|               | Saurolophinae                                                    |
|               |                                                                  |

|  | Lambeosaurinae |
|  |                |
|  | Saurolophinae  |
|  |                |

Questo genere indicherebbe secondo gli autori citati che l'Appalachia (e non altre aree del mondo indicate da altri autori) sarebbe stata la culla ancestrale degli Adrosauridi.
Il ritrovamento dei resti di questo animale suggerisce che l'animale vivesse in un ambiente costiero e/o che il suo corpo sia stato trascinato fino al mare.